# Why not Sneeze, Rose Sélavy?
Why not Sneeze, Rose Sélavy? är en readymade av Marcel Duchamp.
Why not Sneeze, Rose Sélavy? gjordes 1921 och benämndes av Marcel Duchamp en "assisted readymade", med vilket han avsåg att konstnären tagit ett färdigt föremål, men modifierat detta att bli ett be ett konstverk av ett visst slag.
Det består av en fågelbur av lackerad metall med sittpinnar, i vilka placerats 152 sockerbitsliknande kuber av vit marmor, en kvicksilvertermometer, en bit bläckfiskskal samt ett litet fat av porslin. 
"Rose Sélavy" i titeln, ibland skrivet "Rrose Sélevy", syftar på den pseudonym Marcel Duchamp använde för att beteckna sitt kvinnliga alter ego.
Konstverket finns i original på Philadelphia Museum of Art i Philadelphia i USA. Den har donerats av Louise och Walter Arensberg. Det finns också ett antal av Marcel Duchamp auktoriserade repliker.
| ”              | Jag minns det tillfälle då Marcel Duchamp samlade några vänner för att visa dem en fågelbur vilken visade sig inte innehålla några fåglar, men vara halvfull av sockerbitar. Han bad dem lyfta buren och de förvånades av att den var så tung. Det som de tagit för sockerbitar var i själva verket små marmorbitar som till hög kostnad Duchamp hade låtit sågas upp speciellt för detta ändamål. Detta trick är enligt min uppfattning inte ett värre än något annat, och jag skulle till och med säga att det är lika mycket värt som alla konstens trick sammantagna. | „ |
| – André Breton | |   |